# Villaspeciosa
Villaspeciosa (sardinsky: Biddaspitziòsa) je italská obec (comune) v provincii Sud Sardegna v regionu Sardinie. Nachází se ve výšce 7 metrů nad mořem a má přibližně 2 600 obyvatel. Rozloha obce je 27,19 km².